# Lionel Taminiaux
Lionel Taminiaux (ur. 21 maja 1996 w Ottignies-Louvain-la-Neuve) – belgijski kolarz szosowy i torowy.
Taminiaux jest medalistą mistrzostw Belgii w kolarstwie torowym.

## Osiągnięcia

### Kolarstwo szosowe
Opracowano na podstawie:

2014
- 2. miejsce w Kuurne-Bruksela-Kuurne juniorów

2017
- 3. miejsce w Grand Prix Criquielion

2018
- 1. miejsce w Grand Prix Criquielion

2019
- 1. miejsce w La Roue Tourangelle
- 1. miejsce w klasyfikacji górskiej Quatre Jours de Dunkerque
- 3. miejsce w Rund um Köln

2021
- 3. miejsce w Binche-Chimay-Binche

2022
- 1. miejsce na 4. etapie Quatre Jours de Dunkerque
- 1. miejsce na 5. etapie Tour de Langkawi

2023
- 2. miejsce w Circuit de Wallonie

## Rankingi

### Kolarstwo szosowe
| Rok             | 2017  | 2018 | 2019 | 2020 | 2021 | 2022 | 2023 | 2024 |
| --------------- | ----- | ---- | ---- | ---- | ---- | ---- | ---- | ---- |
| World Ranking   | 1524. | 964. | 187. | 972. | 498. | 423. | 221. | 175. |
| UCI Europe Tour | 992.  | 587. | 154. | 760. | 402. | 338. | -    | 143. |
|                 |       |      |      |      |      |      |      |      |
| Źródło: UCI     |       |      |      |      |      |      |      |      |